# 幕府お耳役檜十三郎
『幕府お耳役檜十三郎』（ばくふおみみやく ひのきじゅうざぶろう）は、1991年4月7日から6月30日までテレビ東京系列で放送された松竹・テレビ東京製作の連続テレビ時代劇である。全13話。

## 概要
徳川11代将軍家斉の治世、幕府において大名の監視役を務める大目付の中でも総目付を務める京極丹波守は職権を濫用し弱者の上に立ち金権・賄賂主義を徹底し栄耀栄華を極めていた。
横暴の限りを尽くす京極に怒った大目付の一人である田ノ内伊織は、京極の不正を暴くため、お耳役と呼ばれる大目付お抱えの隠密である檜十三郎を放ち悪事を粉砕していく。
檜十三郎は表では飛脚屋紅屋の居候で恋文の代筆を生業としている。友人に鳥見役の竜崎又平と渡り中間の新次がおり、彼らは十三郎のお耳役の仕事に協力している。
また紅屋の女将のお富と女飛脚のお染も十三郎に協力しているが十三郎がお耳役であることはお富しか知らず、お染には秘密である。

## スタッフ
- 制作:遠藤慎介（テレビ東京）、櫻井洋三（松竹）
- プロデューサー:江津兵太、小川治（テレビ東京）、大井明人（松竹）
- 原作:島田一男（光文社文庫刊）
- 脚本:吉田剛、いずみ玲、和久田正明、田村多津夫、加瀬高之、田上雄
- 監督:貞永方久、松野宏軌、高瀬昌弘、津島勝、井沢雅彦、岡屋龍一
- 殺陣:伊奈貫太
- 現像:IMAGICA
- 協力:京都大覚寺、エクラン演技集団、京都北野天満宮（第7話）
- 製作協力:京都映画
- 製作:テレビ東京、松竹

## キャスト
- 檜十三郎:永島敏行
- 竜崎又平:渡辺裕之
- 新次:西川弘志
- お富:松原智恵子
- お染:沢村亜津佐
- 田ノ内伊織:財津一郎
- 京極丹波守:長門裕之
- ナレーター:寺田農
- 犬千代（京極の側近）:竹村健（第2-4話）
- 重松久馬（京極の側近）:長谷川初範（第6・8話）

## 放映リスト（サブタイトルリスト）
| 話数 | サブタイトル                 | 脚本            | 監督     | ゲスト出演者 |
| ---- | ---------------------------- | --------------- | -------- | --- |
| 1    | 公儀大目付の陰謀             | 吉田剛          | 貞永方久 | 網浜直子、石山雄大、松下一矢、牧冬吉 下元年世、加藤正記、光映子、真城都子 上田真理、南宗一郎、藤原ひろみ、恋塚ゆうき 安堂恵美、濱中祐子                                                  |
| 2    | 大名潰し・三千両の罠         | 和久田正明      | 貞永方久 | 蜷川有紀、沖田浩之、高野真二、西園寺章雄 城戸卓、平井靖、橋本和博 光映子、真城都子、藤原ひろみ、恋塚ゆうき 安堂恵美、濱中祐子、大迫英喜                                                  |
| 3    | 紫袱紗に包まれた謎           | 田村多津夫      | 松野宏軌 | 本阿弥周子、森永奈緒美、菅田俊、大竹修造 菊池香理、五味龍太郎、佐藤雅夫 福山龍次、真城都子、河野実、藤原ひろみ 恋塚ゆうき、南条好輝、山崎博乃、松尾勝人 坂口千帆、佐名川江里、居原田景子 |
| 4    | 生まれたままの悪女           | 和久田正明      | 貞永方久 | 一色彩子、中田浩二、丹古母鬼馬二、磯村憲二 大杉漣、東田達夫、藤原ひろみ、恋塚ゆうき |
| 5    | 五万石争奪!踊る密書          | 加瀬高之        | 高瀬昌弘 | 渡辺祐子、黒田隆哉、幸田宗丸、稲吉靖司 伊吹聡太朗、吉中六、小野朝美、河野元子 牧野由未子、鈴木芳美、安藤恵美、濱中祐子                                                                   |
| 6    | 大名馬鹿・罠にかかった六万石 | 田上雄          | 高瀬昌弘 | 奥田圭子、南条弘二、森下哲夫、浜田晃 真田健一郎、山口仁、西園寺章雄、加藤正記 牧野由未子、安藤恵美、濱中祐子                                                                             |
| 7    | 秘密を盗んだ女               | 和久田正明      | 津島勝   | 栗田陽子、ぼんちおさむ、片桐竜次、福山升三 清水宏、谷口公洋、須永克彦、由良宜子 芝本正、中嶋洋子、安藤恵美、濱中祐子                                                                     |
| 8    | 恋文代筆仕り候               | 田村多津夫      | 津島勝   | 和崎俊哉、濱島夏子、坂詰貴之、津島令子 松本朝生、高橋昌子、高見裕二、北見唯一 多田昌也、降旗好彦、田中弘史、東田幸夫 立川陽介、竹内良輔、安藤恵美、濱中祐子                              |
| 9    | 女郎蜘蛛の罠                 | 和久田正明      | 貞永方久 | 賀田裕子、三好美智子、徳江一裕、吉本真由美 森岡いづみ、阿木五郎、松島ゆみこ、下元年世 和田かつら、恋塚ゆうき、安藤恵美、濱中祐子 大出俊                                                  |
| 10   | 恋におちたら地獄ゆき         | 貞永方久        | 貞永方久 | 林美里、中康治、寺田千穂、高桐真 大島蓉子、千葉里江子、朝日完記、中村浩二 佐藤雅夫、蝦名勝、安藤恵美、濱中祐子 福村友則、東田達夫、大迫英喜、越坂英生、橋本和博                          |
| 11   | 隅田川浮世草子               | 加瀬高之        | 井沢雅彦 | 山本ゆか里、荒谷公之、中村孝雄、中條郷子 大島宇三郎、森岡いづみ、諸木淳郎、山下和哉 窪田弘和、安堂恵美、濱中祐子、久保田巧                                                               |
| 12   | 殺しの絵図の裏のウラ         | 田上雄 いずみ玲 | 井沢雅彦 | 南條玲子、外山高士、椎谷建治、田中弘史 藤沢薫、石井洋充、森岡いづみ、亀井賢二 三星登史子、安堂恵美、濱中祐子、池田勝志                                                                   |
| 13   | 闇の裁き!小判に抱かれて死ね  | 和久田正明      | 岡屋龍一 | 加納竜、伊藤美由紀、草薙幸二郎、西山辰夫 芝本正、森岡いづみ、安堂恵美、濱中祐子 |

## 主題歌
- 「長いお別れ」（作詩:川村真澄、作曲:平井薫、編曲:水島康貴、歌:大東めぐみ、ソニーミュージックエンタテインメント）

## 再放送
- BSジャパンにて2016年3月7日より毎週月 - 水17:58 - 19:00放送